# 中西真悟
中西 真悟（なかにし しんご）は、日本の数理/経営システム工学者、経営学者。大阪工業大学情報科学部データサイエンス学科担当・情報センター准教授。経営学博士（大阪大学）・工学博士（大阪工業大学）。日本オペレーションズ・リサーチ学会不確実性環境下の意思決定モデリング研究部会元幹事。日本証券アナリスト協会認定アナリスト(CMA®)。
専門は、数理科学・統計学（データ解析/チャート分析含む）、金融工学・投資意思決定、経営学・経営情報学・経営システム工学（特にオペレーションズリサーチ）。

## 略歴
1992年大阪工業大学工学部経営工学科（現：情報科学部データサイエンス学科）卒業。1997年同大学大学院工学研究科経営工学専攻博士課程修了、工学博士。のちに、大阪大学大学院経済学研究科経営学系専攻博士課程修了、経営学博士（大阪大学）。大阪工業大学工学部経営工学科助手を経て、2000年同学科講師。2006年同学部技術マネジメント学科助教授、准教授を経て、現在は同大学情報科学部データサイエンス学科担当・情報センター准教授。
主な所属学会は、日本統計学会、日本オペレーションズ・リサーチ学会、日本ファイナンス学会、日本証券アナリスト協会、イギリス王立統計学会 (RSS: Royal Statistical Society)、日本図学会など。主な受賞は、瀬口フロンティア賞「動的経済性変動を内包した最適信頼性設計法」(1997)など。

## 主な研究
- 中西真悟、大西匡光「Rotationally Symmetric Relations of Standard Normal Distribution Using Right Triangles, Circles, and Squares : Ordinary Differential Equations, Pythagorean Theorem, Equilateral Triangles, and Golden Ratio」『数理解析研究所講究録』第2158号、京都大学数理解析研究所、2020年6月、171-183頁、hdl:2433/261337、ISSN 18802818。「出現コレクション: 2158 不確実・不確定性の下における数理的意思決定の理論と応用」
- 中西真悟「平均分散モデルの特徴と不確実性に関する考察 ― 数理モデルとMicrosoft Excel 活用によるデータ分析 ―」『大阪工業大学紀要』第59巻第2号、大阪工業大学紀要委員会、2015年1月、17-46頁、ISSN 2188-9007、NDLJP:11114908。
- 中西真悟、大西匡光「2-D-8 外貨建債券を用いたキャッシュフロー・マッチングの不確実性評価(金融(2))」『日本オペレーションズ・リサーチ学会秋季研究発表会アブストラクト集』第2013巻、日本オペレーションズ・リサーチ学会、2013年9月、210-211頁、CRID 1573387452703211648。「関連研究：最適停止の理論とそのファイナンス・金融工学への応用に関する総合的研究 KAKEN 科学研究費助成事業データベース」
- 中西真悟『手数料を考慮した株式ポートフォリオにおけるアクティブ運用の不確実性』大阪大学〈博士（経営学） 甲第17777号〉、2015年。doi:10.18910/52042。hdl:11094/52042。 NAID 500000938823。
- 中西真悟「インターネットに公開される株価情報を利用したデータベースの開発とその活用:平均分散モデルと資本資産価格モデルへの応用」『大阪工業大学紀要. 理工篇』第55巻第1号、大阪 : 大阪工業大学、2010年、11-24頁、ISSN 03750191、NDLJP:3500476。
- 中西真悟「キーポイント信頼性工学」『材料』第65巻第2号、日本材料学会、2016年、190-196頁、doi:10.2472/jsms.65.190、ISSN 05145163。